# Chañares-formatie
De Chañares-formatie is een geologische formatie uit het Carnien van het Ischigualasto-Villa Unión-bekken, gelegen in de provincie La Rioja, Argentinië. Het wordt gekenmerkt door grauwgekleurde fijnkorrelige vulkanische kalksteen, siltsteen en zandsteen die werden afgezet in een fluviatiele tot lacustriene omgeving. De formatie is het meest prominent zichtbaar in het Talampaya National Park, een UNESCO-werelderfgoed in de provincie La Rioja.
De Chañares-formatie is de onderste stratigrafische eenheid van de Agua de la Peña-groep, die boven de Tarjados-formatie van de Paganzo-groep ligt en ten grondslag ligt aan de Los Rastros-formatie. Hoewel eerder beschouwd als Ladinien, heeft U-Pb-datering vastgesteld dat de meeste of alle Chañares-formatie dateert uit het vroege Carnien van het Laat-Trias.
De Chañares-formatie heeft gezorgd voor een diverse en goed bewaard gebleven fauna die sinds de jaren 1960 intensief is bestudeerd. De meest voorkomende reptielen waren proterochampsiden (Chanaresuchus, Tropidosuchus en Gualosuchus), die naast echte archosauriërs leefden zoals Lewisuchus, Lagerpeton, Marasuchus, Gracilisuchus en Luperosuchus. Cynodonten waren er in overvloed, vertegenwoordigd door de middelgrote traversodontide Massetognathus, evenals kleinere carnivoren als Chiniquodon en Probainognathus. Het grootste dier in het ecosysteem was de gigantische dicynodont Dinodontosaurus. Een oudere faunale verzameling, te herkennen aan de grote erpetosuchide Tarjadia, is ontdekt in het vroegste deel van de formatie. De formatie als geheel wordt beschouwd als een van de beste bronnen van tetrapoden uit het Carnien in Zuid-Amerika, samen met het iets jongere Ischigualastobekken dat boven de Los Rastros-formatie ligt.

## Geologie
De Chañares-formatie is de onderste eenheid van de Agua de la Peña-groep en vertegenwoordigt het begin van de eerste syn-riftfase van het Ischigualasto-Villa Unión-bekken. Het ligt niet-conformeerbaar over rode fluviatiele (rivier) sedimenten van de Tarjados-formatie van de Paganzo-groep, en is conformeerbaar bedekt door groenachtige meren en delta-sedimenten van de Los Rastros-formatie. De Chañares-formatie heeft ook een interessante geschiedenis met het lagere deel van de Ischichuca-formatie. Deze opeenvolging van sedimenten aan de westelijke rand van het bekken werd soms beschouwd als prioriteit boven de Chañares-formatie en het onderste deel van de Los Rastros-formatie. Dit is echter zeldzaam vanwege de historische betekenis van de Chañares-formatie. Als gevolg hiervan beperken sommige auteurs de Ischichuca-formatie tot een paar lagen van meer- en deltasedimenten tussen de Chañares- en Los Rastros-formaties, terwijl anderen het gebruik ervan in de eerste plaats afwijzen.
De Chañares-formatie werd oorspronkelijk verondersteld te zijn afgezet tijdens het Ladinien van het Midden-Trias. Echter, uranium-lood radiometrische datering door Marsicano et al. (2016) ontdekten later dat een groot deel van de formatie werd afgezet in het Vroeg-Carnien (237-234 miljoen jaar geleden), nabij het begin van het Laat-Trias. 2020 U-Pb-datering van de bovenliggende lagere Los Rastros-formatie leverde een leeftijd op van 234,47 ± 0,44 MA, waardoor de overgrote meerderheid van de Chañares-formatie het laagste Carnien is. Desalniettemin kan de Ladinien-Carnien-grens nog steeds binnen de eerste paar meter van de formatie liggen, ondanks het feit dat de primaire fossielhoudende secties goed worden ondersteund als Vroeg-Carnien.
De formatie bestaat voornamelijk uit zandsteen, siltsteen en kleisteen, gerangschikt in een specifieke opeenvolging van facies. Een duidelijke en ongelijkmatige discordantie scheidt de basis van de Chañares-formatie van de onderliggende Tarjados-formatie. In het veld kan deze discordantie worden geïdentificeerd door een hoogreliëflaag van hoornkiezel op de top van de Tarjados-formatie.

### Fluviale olijfgrijs facies
Boven deze discordantie ligt het oudste deel van de Chañares-formatie, een pakket olijfgrijze rivierafzettingen. Naarmate je de sectie opgaat, worden steeds fijnere zand- en slibsteenlagen tussenlagen met grovere lenzen, wat overeenkomt met periodieke overstromingen langs vervlochten rivieren. Zwak ontwikkelde paleosolen zijn te vinden in deze sectie, gevuld met wortelsporen, kiezels en kleine bruine kalkknobbeltjes. In deze sectie zijn ook kronkelende systemen van holen gevonden, waarschijnlijk gemaakt door kleine cynodonten.
Hoewel fossielen relatief zeldzaam zijn in de lagere rivierbeddingen van de Chañares-formatie, zijn ze taxonomisch en tafonomisch verschillend van die van opeenvolgende lagen. De meest voorkomende overblijfselen zijn van grote dicynodonten (mogelijk verwijzend naar Dinodontosaurus), de grote erpetosuchide Tarjadia en kleine niet-massetognathine cynodonten die nauw verwant zijn aan Aleodon en Scalenodon. Dit ecosysteem wordt de Tarjadia Assemblage Zone genoemd, om het te onderscheiden van de iets jongere klassieke Chañares-collectie. Er is geen radiometrische datering gedaan op dit gedeelte, maar het kan de Ladinisch-Carnische grens bevatten op basis van data verkregen in de jongere facies.

### Fossiele blauwachtige facies
Boven de olijfgrijze rivierbeddingen bevindt zich het meest fossielhoudende en best bestudeerde deel van de formatie. Dit gedeelte wordt gekenmerkt door brede en massieve lagen van zeer fijne blauwgrijze zandsteen, siltsteen en kleisteen. Deze lagen hebben een hoge concentratie aan vulkanische as en puin, variërend van glazige scherven aan de basis tot verweerde bentoniet aan de bovenkant. Nabijgelegen vulkaanuitbarstingen hebben waarschijnlijk invloed gehad op het lokale klimaat en de riviersystemen, waardoor het afzettingsregime verschuift van een stabiel gevlochten riviersysteem naar een systeem dat wordt gedomineerd door ondiepe uiterwaarden en lahars. Marsicano et al. (2016) verkreeg een CA-TIMS U-Pb-leeftijd van 236,1 ± 0,6 Ma uit een siltsteenbed direct onder de eerste grote fossiele laag in de blauwachtige facies. Ezcurra et al. (2017) bestudeerden later een iets ouder zandsteenbed met behulp van LA-MC-IMP-MS U-Pb-datering. Ze vonden een datum van 236,2 ± 1,1 Ma uit een cluster van de drie jongste zirkonen.
De meest productieve en historisch relevante fossielenlagen van de Chañares-formatie liggen binnen deze vulkanisch-lastische lagen. De lagen zitten vol met enorme kalkhoudende concreties, sommige tot 2 meter breed. Ze bewaren gewoonlijk gearticuleerd skeletmateriaal, vaak complete skeletten van meerdere taxa in een enkele concretie. Goed bewaarde fossielen gevonden in concreties vertegenwoordigen typisch kleinere taxa, die snel na de dood werden begraven. Vulkanische rampen zoals lahars, asdalingen of pyroclastische stromen zijn de geprefereerde oorzaak van deze snelle massasterfte. Er worden ook af en toe meer fragmentarische fossielen gevonden buiten concreties, net zoals fossielen van de onderliggende Tarjadia AZ. Fossielen die buiten concreties worden gevonden, zijn meestal van grote dieren en werden waarschijnlijk langzamer begraven (zij het nog steeds vrij snel) door geleidelijke processen.
De klassieke Chañares fauna, onlangs gecodificeerd als Massetognathus-Chanaresuchus Assemblage Zone, is kenmerkend voor dit deel van de formatie. De grootste componenten van het ecosysteem omvatten dicynodonten (namelijk Dinodontosaurus) en onbepaalde vleesetende paracrocodylomorfen, vergelijkbaar met taxa van de onderliggende Tarjadia AZ. Veruit de meest voorkomende fossielen behoren tot drie soorten cynodonten: Massetognathus pascuali, Probainognathus jenseni en Chiniquodon theotonicus. Deze drie soorten omvatten bijna driekwart van de fossielen die in de formatie zijn gevonden, met bijna de helft van de totale fossielen in de genoemde formatie alleen naar Massetognathus. Reptielenfossielen komen minder vaak voor, maar zijn meer divers, waarbij de meest voorkomende behoren tot de proterochampside archosauriform Chanaresuchus. Andere opmerkelijke taxa zijn Lagerpeton, Lagosuchus en Lewisuchus, die tot de oudste niet-dinosaurus-dinosauromorfen behoorden, evenals de eersten die werden beschreven. Verschillende gemeenschappelijke latrines zijn bekend uit de blauwachtige facies, met behoud van dicynodonte coprolieten gevuld met plantenresten.

### Bovenste lid
Het olijfgrijze riviergedeelte en het blauwgrijze vulkanisch-clastische gedeelte vormen samen de onderste afzetting van de Chañares-formatie. Ze worden bedekt door een bovenste afzetting, dat praktisch verstoken is van lichaamsfossielen. De bovenste afzetting lijkt in het algemeen op de blauwachtige facies, met brede bedden van fijnkorrelige vulkanische afzettingen met een lichtgrijze kleur. In tegenstelling tot de blauwachtige facies, zijn concreties en lichaamsfossielen afwezig, die zijn vervangen door Taenidium-wormholen. Deze holen geven waarschijnlijk aan dat de omgeving was overgegaan in een lacustrien (meer) ecosysteem tegen de tijd dat de bovenste afzetting werd afgezet. Sommige ontsluitingen behouden een paar zandsteen- en conglomeraatbedden nabij de top van het bovenste lid. Deze geven aan dat het depositieregime bleef verschuiven naar de delta-omgeving van de bovenliggende Los Rastros-formatie. De grovere bedden bevatten ook enkele zeldzame lichaamsfossielen van vissen en tetrapoden. Een witte tufsteen nabij de basis van het bovenste lid is gedateerd op 233,7 ± 0,4 Ma, terwijl een zirkooncluster van een zanderige tufsteen aan de top van de formatie werd gedateerd op 233,6 ± 1,1 Ma.

## Paleobiota
Plantenresten en palynomorfen bewaard in de dicynodonte coprolieten werden beschreven in 2018. Hoewel het moeilijk is om de affiniteiten van de grotere plantfragmenten te bepalen, zijn de palynomorfen meer overtuigend. Ze behoren tot een breed scala aan planten, het meest overvloedige stuifmeel van umkomasiales (een soort zaadvaren), en in kleinere porties van podocarpean en voltzialean coniferen. Sporen van vochtminnende groepen zoals bryophyten, lycopsiden, echte varens en algen waren ook aanwezig, maar zeldzaam. De palynomorfe taxa lijken over het algemeen op die van de Dicroidium-flora die gebruikelijk is in andere eenheden uit het Laat-Ladien - Vroeg-Carnien. Om precies te zijn, de flora bevindt zich tussen de gematigde Ipswich-flora van het verre zuiden van Gondwana en de hete, subtropische Onslow-flora die zich langs de zuidelijke oever van de Neotethys ontwikkelde. Dit overgangskarakter wordt ook waargenomen in de flora van de nabijgelegen Ischigualasto-formatie, evenals de Flagstone Bench-formatie van Antarctica. Vreemd genoeg behoudt de Los Rastros-formatie, die werd afgezet tussen de Chañares- en Ischigualasto-formaties, een typische Ipswich-flora. Dit geeft waarschijnlijk aan dat alle drie de formaties op een breedtegraad liggen waardoor ze tijdens kleine klimaatveranderingen snel kunnen wisselen tussen de verschillende flora's.
Tetrapode holen, waarschijnlijk geproduceerd door kleine eucynodonten, zijn beschreven vanuit het onderste deel van de formatie.